# Poëzat
Poëzat é uma comuna francesa na região administrativa de Auvérnia-Ródano-Alpes, no departamento Allier. Estende-se por uma área de 2,12 km². Em 2010 a comuna tinha 152 habitantes (densidade: 71,7 hab./km²).